# Cluster genico
Un cluster genico è un gruppo di due o più geni che codificano la stessa proteina o polipeptide, che condividono una funzione generalizzata, disposti tra loro fisicamente vicini. Poiché popolazioni che discendono da un antenato comune, tendono a possedere le stesse varietà di cluster genici, sono utilizzati per ricostruire la storia evolutiva di una specie.

## Descrizione
I geni di un cluster si trovano tutti a breve distanza l'uno dall'altro sul cromosoma. Sfruttando la caratteristica per cui popolazioni che discendono da un antenato comune tendono a possedere le stesse varietà di cluster genici, il genetista Luigi Luca Cavalli-Sforza identificò diversi gruppi genetici dell'Homo sapiens, e stimò la distanza filogenetica tra essi.
Un esempio di cluster genico è dato dal cluster della β-globina nell'uomo. Questo contiene cinque geni funzionali che codificano per proteine paraloghe, di poco diverse tra di loro, e un gene non funzionale. Una molecola dell'emoglobina contiene due di queste proteine dello stesso tipo. La vicinanza tra i geni permette una regolazione concertata dell'espressione genica: in diversi stadi dello sviluppo di un individuo (embrione, feto, adulto) viene trascritto un gene specifico mentre gli altri sono silenziati.
I cluster genici si formano attraverso dei processi di duplicazione genica e divergenza. Un gene viene accidentalmente duplicato durante una divisione di una cellula germinale; in questo modo l'individuo che discenderà da questa cellula, e a loro volta i suoi discendenti, potranno ereditare il cromosoma in cui sono presenti le due copie del gene. Inizialmente questi geni codificheranno per la stessa proteina ma nel corso dell'evoluzione successiva essi potranno divergere, mutando, arrivando a codificare per proteine solo parzialmente simili e con funzioni diverse ma probabilmente collegate.

## Evoluzione umana
La caratteristica per cui popolazioni che discendono da un antenato comune tendono a possedere le stesse varietà di cluster genici, è sfruttata nello studio dell'evoluzione umana, per individuare gruppi omogenei di popolazioni umane.
Cluster di VestoniceIndica un gruppo composto da 14 individui  risalenti a 34 000 - 26 000 dal presente (BP - Before Present in inglese), ritrovati a Dolní Věstonice nella Repubblica Ceca, tutti associati alla cultura Gravettiana.  Il maggior contributo genetico associato a questo cluster, è quello del fossile di Kostënki-14, ritrovato nell'area archeologica di Kostënki–Borščëvo in Russia, attribuito ad un giovane uomo vissuto circa 40 000 anni BP, che quindi sarebbe un antenato di questo gruppo di individui. Altri contributi genetici provengono dai fossili umani ritrovati a Sungir' in Russia, appartenuti ad individui vissuti 34 000 anni BP. Di questo cluster non è stata trovata alcuna discendenza successiva all'ultimo massimo glaciale, suggerendo che questa linea genetica si sia estinta
Cluster di Sungir'indica un gruppo composto da 10 individui risalenti tra 32 000 e 28 550 BP, ritrovati a Sungir' poco ditante da Mosca in Russia.
Cluster di Mal'taIndica un gruppo composto da 3 individui risalenti 24 000 - 17 000 BP, provenienti dalla regione del lago Bajkal nella Siberia orientale.
Cluster di El MirónIndica un gruppo composto da 6 individui risalenti a 19 000 - 14 000 BP, ritorvati nella grotta di El Mirón nel nord della Spagna, tutti associati alla cultura magdaleniana.
Cluster di VillabrunaIndica il seguente gruppo di 13 individui, di cui restano scheletri o frammenti ossei, risalenti ad un periodo compreso tra 14 000 - 7 000 BP:  Villabruna 1 ritrovato nei ripari Villabruna in Veneto, Bochstein, Les Closeaux 13 in Francia, Falkenstein in Germania, Hungarian KO1 in Ungheria, La Braña 1 in Spagna,  Berry au Bac, Chaudardes 1, Rochedane, Ranchot88 in Francia, Bichon e l'uomo di Loschbour in Lussembrugo. Il cluster è caratterizzato dalla presenza dell'aplogruppo R1b, quello maggiormente presente dei moderni europei, di fatto la loro più antica testimonianza genetica in Europa occidentale. Il cluster rappresenta un elemento di discontinuità nella storia genetica europea, venendo a sostiutire, dopo l'ultimo massimo glaciale, le precedenti popolazioni maddaleniane dell'Europa occidentale. Il cluster, orginatosi nell'arco alpino italiano durante l'epigravettiano, si ipotizza sia giunto in Italia dai Balcani.
Cluster di SatsurbliaIndica un gruppo composto 2 due individui risalenti a 13 000 - 10 000 BP, provenienti dalle grotte di  Satsurblia in Georgia.